# Расимнича (Јаломица)
Расимнича (рум. Răsimnicea) насеље је у Румунији у округу Јаломица у општини Радулешти. Oпштина се налази на надморској висини од 74 m.

## Становништво
Према подацима из 2002. године у насељу је живело 357 становника, од којих су сви румунске националности.